# Lithobius rylaicus
Lithobius rylaicus är en mångfotingart som beskrevs av Karl Wilhelm Verhoeff 1937. Lithobius rylaicus ingår i släktet Lithobius och familjen stenkrypare.
Artens utbredningsområde är Tjeckien. Inga underarter finns listade i Catalogue of Life.